# 圣埃斯特万德尔瓦列
圣埃斯特万德尔瓦列，是西班牙卡斯蒂利亚-莱昂阿维拉省的一个市镇。总面积37平方公里，总人口873人（2001年），人口密度24人/平方公里。